# Cień figury (heraldyka)
Cień figury – pojęcie używane w heraldyce w celu opisania figury pospolitej lub heraldycznej nie posiadającej własnej barwy ale przedstawionej w postaci konturów oraz linii pomocniczych służących do podkreślenia jej kształtu.
Inne określenia to: figura barwy (własnego) cienia, barwy tła, przeźroczysta lub bezbarwna.

Cienie dzwonów w herbie gminy Sławoborze
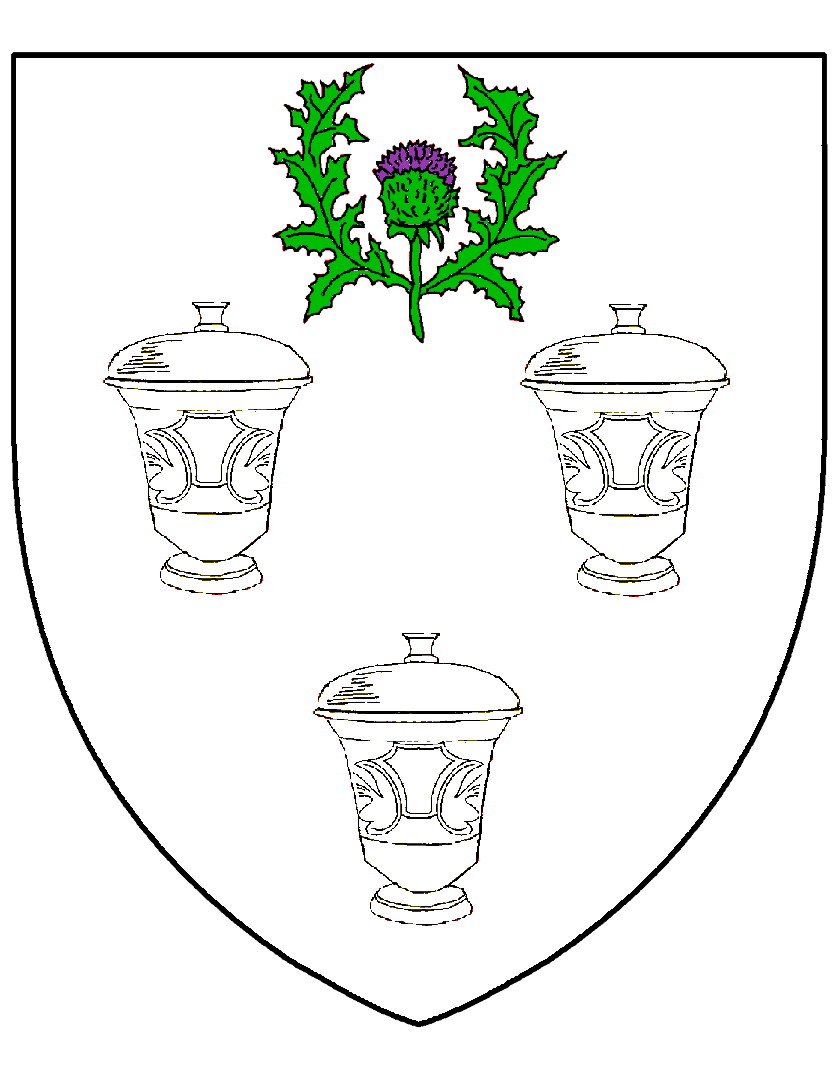
Cienie naczyń z maścią w herbie Collège de chirurgie de Nancy
Cień lwa w herbie francuskiej gminy La Couture
Cień lwa w herbie belgijskiej miejscowości Trazegnies
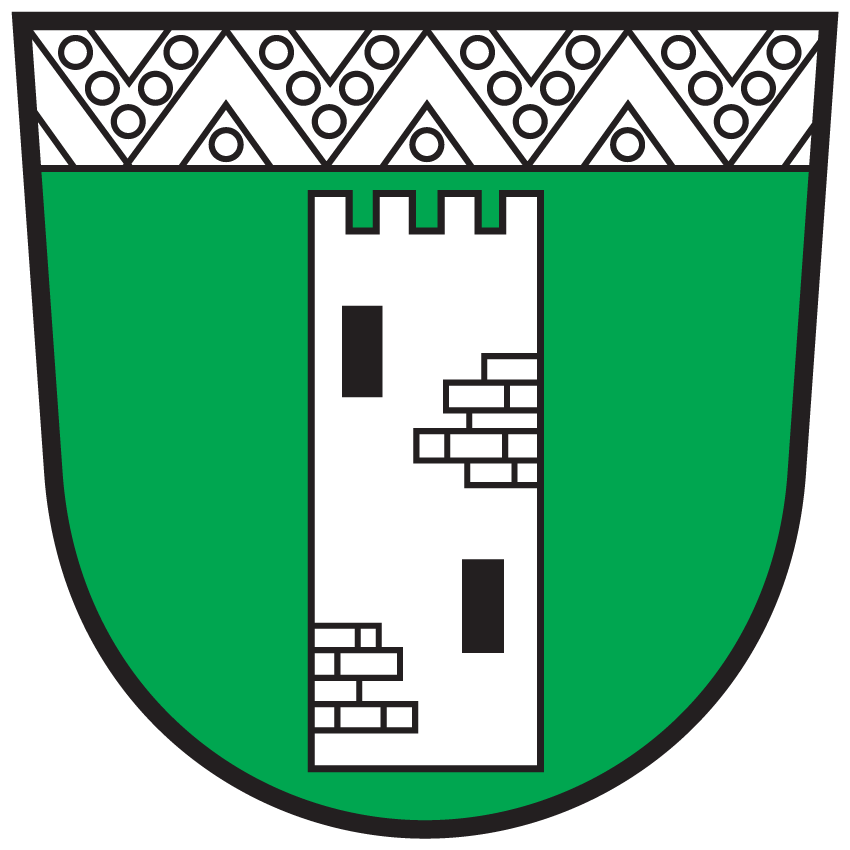
Barwa cienia w głowicy herbu austriackiej gminy Hohenthurn
Cień jelenia (szklany jeleń) w herbie niemieckiego miasta Lauscha
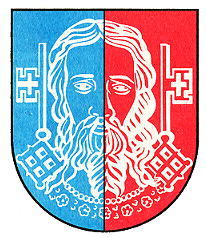
Herb Neustadt-Glewe do 1995 r.